# Frost Bank Center
Das Frost Bank Center ist eine Mehrzweckhalle in der US-amerikanischen Stadt San Antonio im Bundesstaat Texas. Die Halle ist die Heimspielstätte des Basketball-Franchise der San Antonio Spurs aus der National Basketball Association (NBA). Bei Basketballspielen stehen 18.418 Sitzplätze zur Verfügung. Zu Konzerten sind es maximal 19.000 Plätze.

## Geschichte
Die Arena trug zunächst den Sponsornamen des Festnetz-Telekommunikationsanbieter SBC Communications, benannt. Nach der Übernahme durch AT&T, einem weiteren Telekommunikationsunternehmen, im Jahr 2005, wurde auch der Name des Centers geändert. Die Vertrag lief noch bis zum Herbst 2022 und ist mit zwei Mio. US-Dollar einer der niedrigsten Sponsorverträge im US-amerikanischen Profisport. Anfang Juli 2021 wurde bekannt, dass AT&T den Vertrag nicht verlängern werde. Die zwei Hauptgründe dafür könnten zum einen die Verlegung des Firmensitzes nach Dallas sein, wo das Stadion der Dallas Cowboys den Namen AT&T Stadium trägt. Zum anderen sei es auf umfassende Kosteneinsparungen zurückzuführen. Anfang August 2023 fanden die San Antonio Spurs mit, der in San Antonio ansässige Frost Bank, einen neuen Namenssponsor.
Das Eishockey-Franchise der San Antonio Rampage aus der American Hockey League (AHL) war von 2002 bis zu seinem Verkauf 2020 im Center beheimatet. Es wurde nach Henderson, Nevada, verlegt und heißt gegenwärtig Henderson Silver Knights. Das Frauenbasketball-Franchise der San Antonio Silver Stars bzw. später San Antonio Stars aus der Women’s National Basketball Association (WNBA) nutzte die Halle von 2003 bis 2014 und von 2016 bis 2017. Es wurde nach Paradise, Nevada, umgesiedelt und wurde zu den Las Vegas Aces. Um die Halle zu renovieren, bewilligte der Bexar County, als Eigentümer, 2014 insgesamt 101,5 Mio. US-Dollar. Im Sommer 2015 begannen die Arbeiten. Für den Entwurf der Umgestaltung wurde die HOK Group Inc. ausgewählt. Nach sechs Monaten konnten die Umbaumaßnahmen abgeschlossen werden. Das Renovierungsprojekt war eine öffentlich-private Partnerschaft (ÖPP) zwischen dem Bexar County und dem Betreiber Spurs Sports & Sports Entertainment. Zu den Arbeiten gehörte u. a. die Erweiterung des Eingangsbereiches und die Anbringung von LED-Bildschirmen im Außenbereich für Nachrichten und Informationen über künftige Veranstaltungen. Im Inneren wurden die umlaufenden Gänge renoviert und erweitert sowie die Bestuhlung und die Beleuchtung ausgewechselt. Es wurden 200 Kunstwerke im Gebäude verteilt. Hinzu kamen ein neuer, hochauflösender Videowürfel, ein neues Audiosystem und verbessertes WLAN. Des Weiteren wurden die Umkleidekabinen sowie die Trainingsanlagen modernisiert und ausgebaut. Insgesamt kostete die Renovierung 110 Mio. US-Dollar.

## Galerie

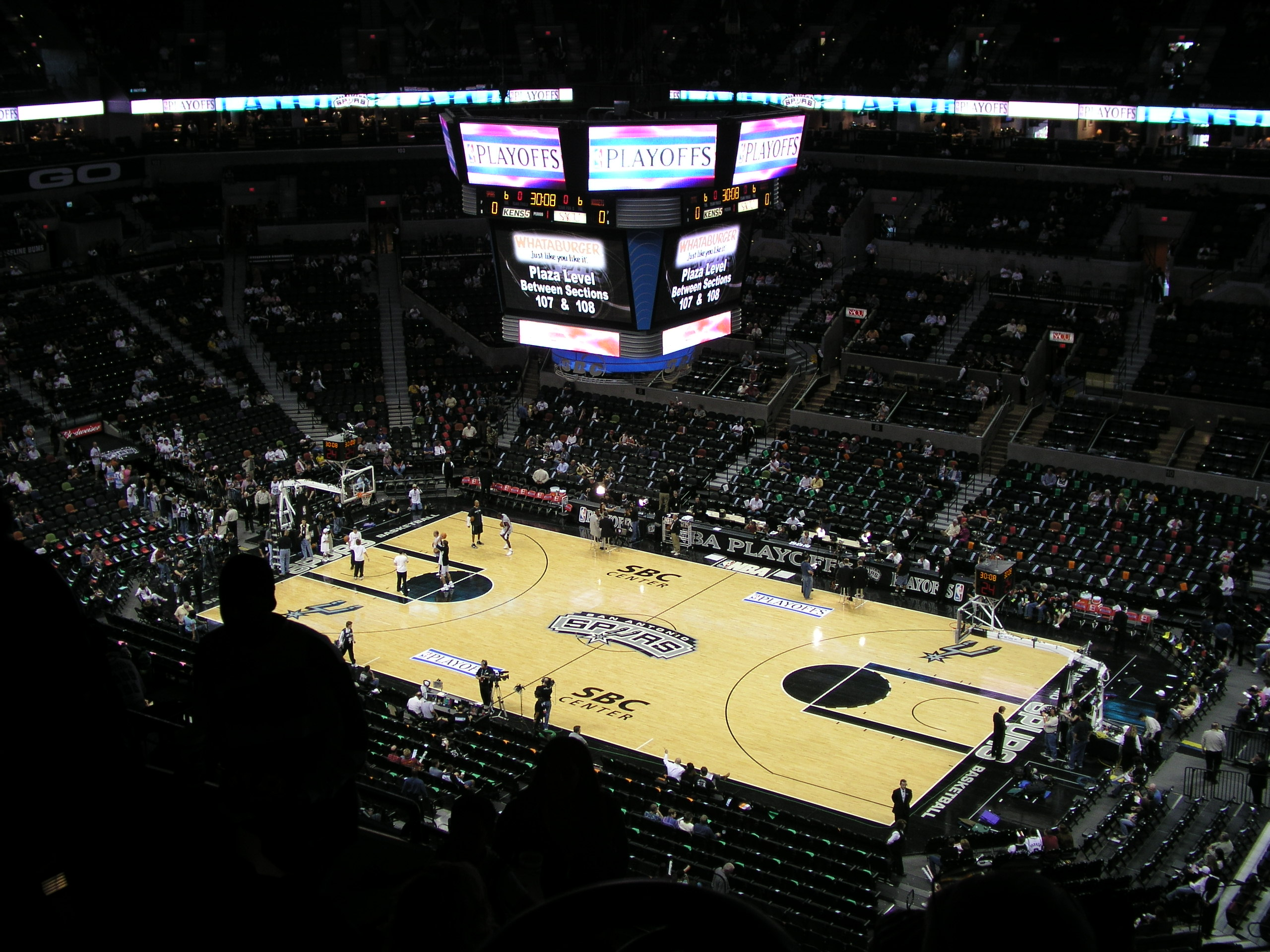
Das Frost Bank Center vor einem Spiel der San Antonio Spurs gegen die Denver Nuggets (104:76) in den Play-offs 2005
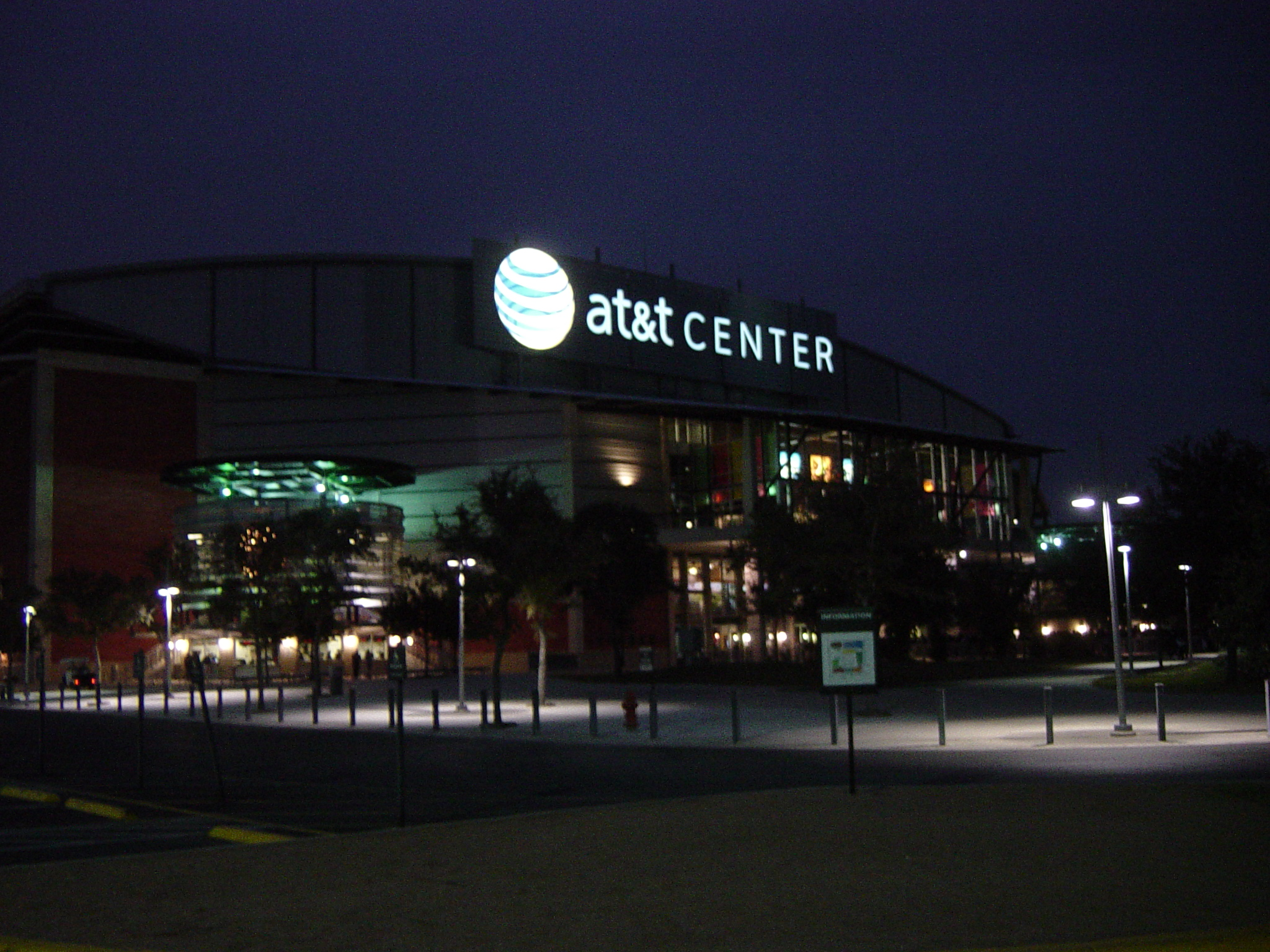
AT&T Center bei Nacht (2006)
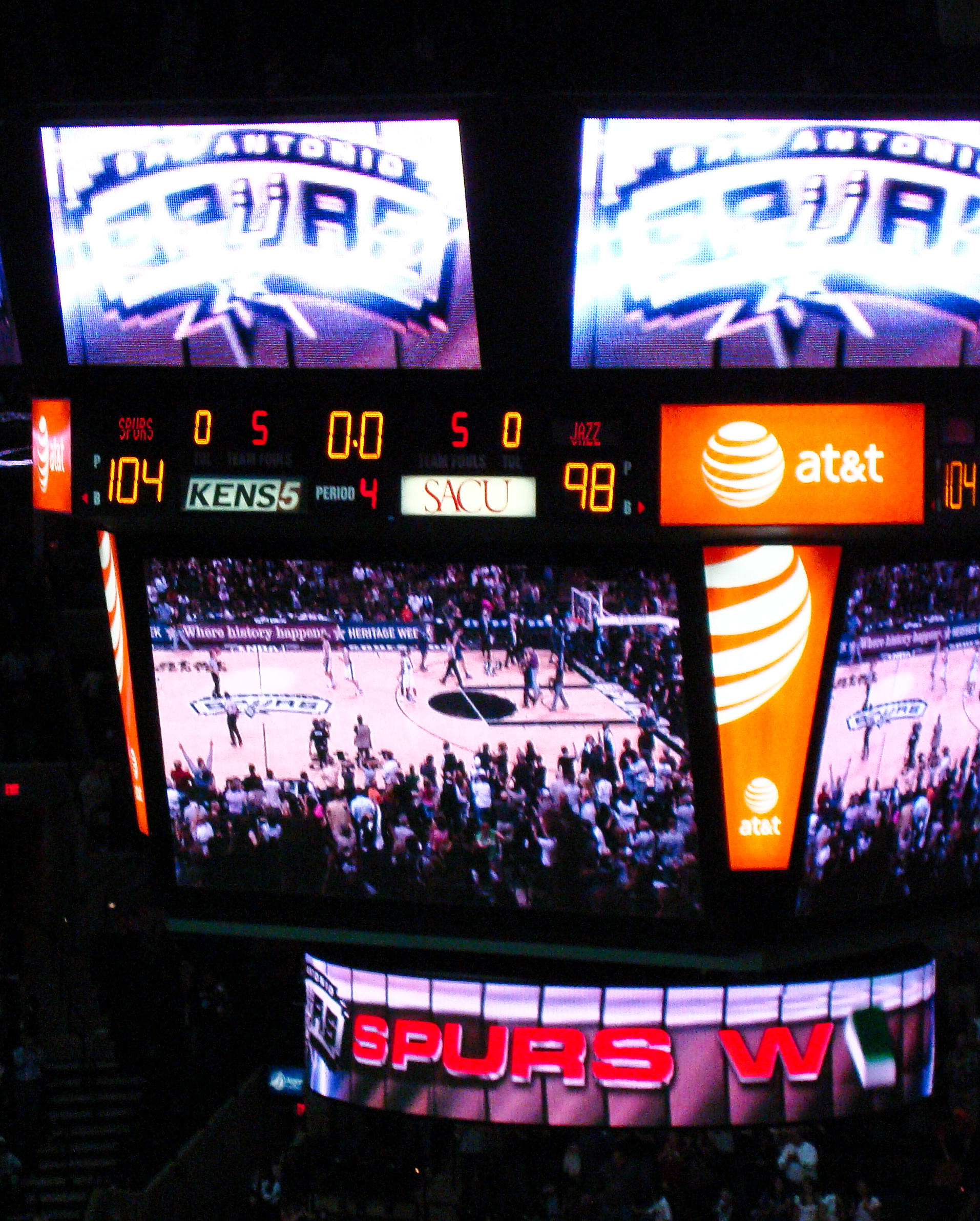
Der alte Videowürfel (2007)
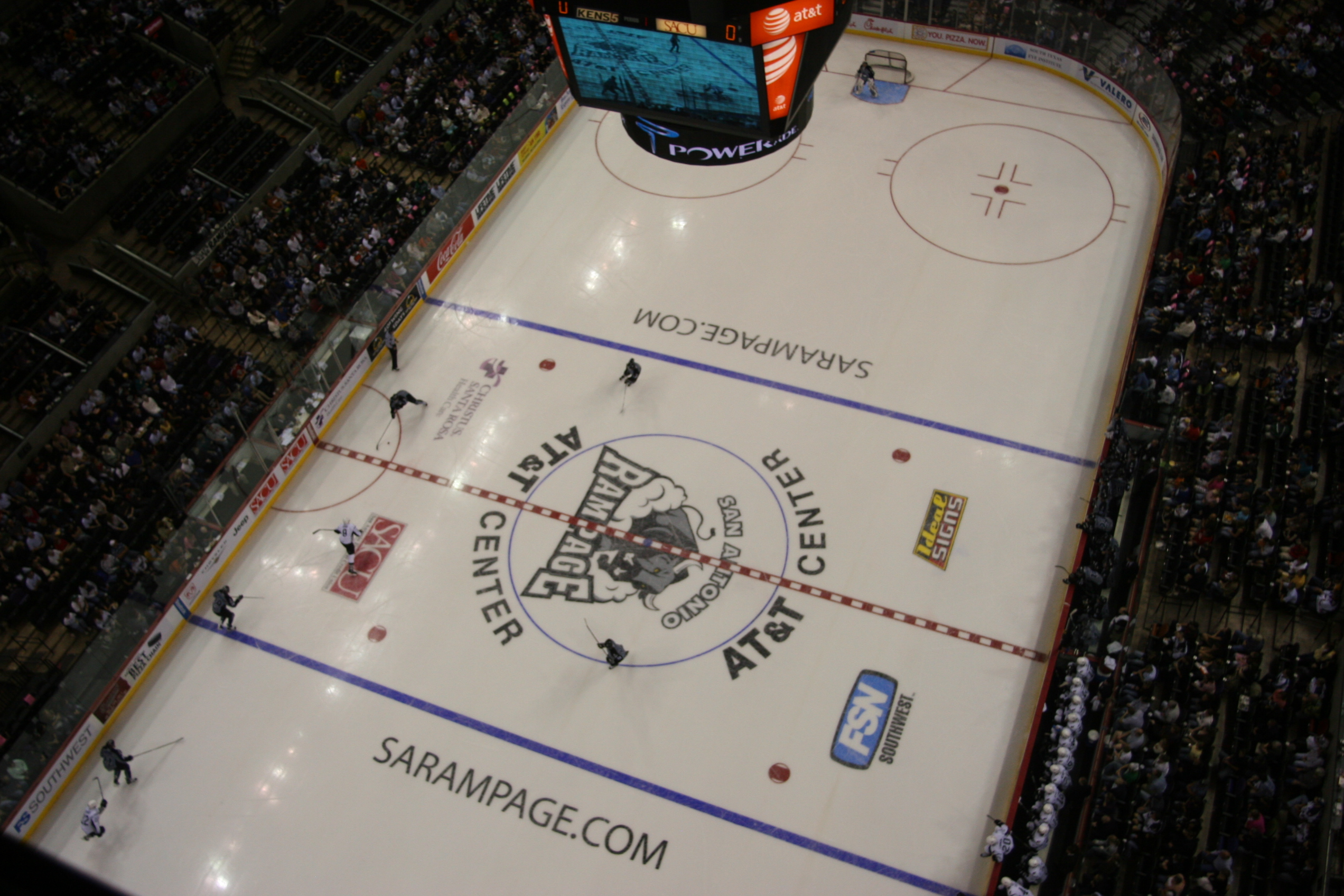
Das Center mit Eisfläche (2008)
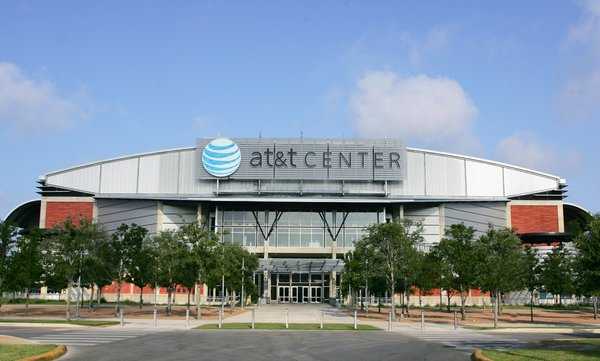
Die Front des AT&T Center (2014)